# 可愛あずさ
可愛 あずさ（かわい あずさ、1979年6月6日 - ）は日本のAV女優。バンビプロモーションに所属していた。

## 略歴
東京都出身。1999年、『聖処女』でAVデビュー。2000年に引退するが、2003年に「Reborn」で復活。

## 人物
異なるプロフィールがいくつかある。
- 「聖処女」（1999年）のケース裏面のプロフィールでは、B:97（F-70）・W:62・H:88としている[1]。
- 「Reborn」（2003年）のケース裏面のプロフィールでは、B:90（E-75）・W:60・H:87としている[3]。
- XCITYプロフィールでは、B:97（F-75）・W:62・H:88としている[4]。

趣味:映画鑑賞。ショッピング。カラオケ。

## 作品

### アダルトビデオ（撮り下ろし）
1999年
- 聖処女（5月29日、アトラス21 9A-056）※デビュー作
- shine（6月30日、アトラス21 9A-066）
- 濡れた週末（7月25日、アトラス21 9A-075）
- NEO出血大制服 52（8月25日、アトラス21 9A-084）
- Sweet Bust Memory（9月17日、アトラス21 RDVA-005）
- 欲望アヴァンギャルド（9月20日、アトラス21 9A-092）
- 愛しのデカメロン（10月10日、アトラス21 MM-133）
- 不法侵乳 5（10月22日、MAX-A XS-2173）
- No.1（11月19日、KUKI JF571）
- 誘惑フェロモン（12月18日、アトラス21 MM-144）
- 女尻（12月21日、アリスJAPAN KA-1956）

2000年
- Body Shop（1月20日、アトラス21 A00-012）VHS
- 「暴露」（2月20日、アトラス21 A00-023）
- 桃乳っ娘（3月10日、BAZOOKA BZ-42）
- ときめきエクスタシー（3月20日、サクセス・ビデオ・コミュニティー SVC-3360）
- 淫乳プリンセス（4月1日、アトラス21 TIA-05）
- 南極2号（4月24日、KUKI KT439）
- 淫プレッション（5月20日、アトラス21 A00-053）
- 原点（6月21日、KUKI KT450）
- AVアイドル伝説（7月14日、アトラス21 A00-071）※パッケージに「ファイナル作品」との表記あり
- SEXUALフェロモンボディー（8月1日、アトラス21 MM-165）

2003年
- Reborn（10月31日、アトラス21 A03-102）※復活第一弾
- 激唇（11月22日、アトラス21 A03-112）
- 宅配ソープ（12月25日、アトラス21 A03-122）

2004年
- お姉さんイキヨガリ絶頂（2月1日、ムーディーズ MDLD-120）
- 極・本番 可愛あずさ（2月20日、グレイズ GON-083）

### アダルトビデオ（編集もの、BESTもの、ほか）
1999年
- 美乳 Selection 眩しすぎるヴィーナス達（11月1日、アトラス21 9A-117）全9名

2000年
- 不法侵乳 ダイジェスト版（1月1日、マックスエー MAX-A）全7名
- 巨乳伝説（2月25日、メディアバンク ARD-008）全20名
- DVD買うボーイ 01（3月4日、KUKI KRM050）全6名
- NEO 出血大制服 スーパーコレクション 7（3月15日、アトラス21 A00-031）全7名
- MORE MAX 3 織姫たちのビッグなプレゼント（7月7日、マックス・エー XS-2195）全7名
- Body Shop 鈴木麻奈美 可愛あずさ 百瀬あかね 木下まこ（7月13日、アトラス21 AVD-030）DVD 全4名
  - Body Shop 鈴木麻奈美 可愛あずさ 百瀬あかね 木下まこ（2001年5月25日、アトラス21 RDVA-014）DVD 全4名
- 女尻CLIMAX 4th（7月14日、アリスJAPAN KA-1984）全5名
- 原点＋α（8月10日、KUKI KT460）全7名
- BIG BUST CLUB（8月18日、アトラス21 AVD-034）DVD 全12名
  - BIG BUST CLUB（2001年4月1日、アトラス21 A01-041）VHS 全12名
- エロエロガールズ（8月25日、マックス・エー XV-013）全9名
  - エロエロガールズ（2001年4月27日、マックス・エー RXV-013）全9名
- アトラスMEGA-MIX 極上の女神たち しいな純菜 岡崎美女 可愛あずさ ほか（9月26日、アトラス21 AVD-035）全18名

2001年
- 女神の伝説 金沢文子 可愛あずさ（1月26日、デジタルドリームデベロップメント ADD-11）
- 女尻クライマックス 3（2月23日、アリスJAPAN DV-049）全5名
  - 女尻クライマックス 3（2002年1月25日、アリスJAPAN RDV-048）全5名
- NEO 出血大制服 完全版 3（3月13日、アトラス21 A01-031）VHS 全21名
- NEO 出血大制服 EX 可愛あずさ 三田友穂 小沢まどか 金沢文子（3月23日、アトラス21 RDVA-010）全4名
- ボーダレスエンジェル 12人の天使たち（4月20日、アトラス21 ATM-001）全12名
  - ボーダレスエンジェル 12人の天使たち（4月20日、レイジングカンパニー PKD-018）全12名
- AV SUPER 4 可愛あずさ 井上千尋（4月20日、メディアバンク/Tiara ADD-20）
- NEO 出血大制服 完全版 VOL.3（5月18日、アトラス21 AVD-059）DVD 全22名
- MORE MAX2（8月24日、マックス・エー XV-041）全9名
- AV2000 Vol.1 しいな純菜 みなみありす メイファ 可愛あずさ ほか（8月24日、メディアバンク ARD-023）全20名
- TANKアーカイブ（8月31日、KUKI KTD-007）全20名
- Venus Re-mix Vol.3（9月28日、アリスJAPAN ALT-003）全6名
- CUP NUDE More E（10月12日、KUKI KT538）全12名
- SWEET バニー CLUB（11月13日、アトラス21 A01-111）全16名
- CUP NUDE More D（11月16日、KUKI KTD011）全24名
- 激乳super Vol.1 可愛あずさ メイファ 立木佳（12月14日、アトラス21 ADD-043）全3名

2002年
- 麗しの聖処女たち（3月12日、アトラス21 A02-031）全6名
- KUKI Best COLLECTIONS VOL.5 可愛あずさ 聖さやか 北条香理 森野いずみ 白川瀬里奈（3月22日、KUKI KDV127）全5名
- A.I. ATLAS INTEGRAL（6月21日、アトラス21 AVD-100）全50名
- Atlas Adult Actress Vol.3 17人の謝激祭（11月12日、アトラス21 A02-111）全17名

2003年
- Fresh！ウエイトレスCLUB（2月12日、アトラス21 A03-021）全10名

2004年
- Re-Azusa（1月21日、アトラス21 AVD-172）※「Rebom」「激唇」を収録
- Ladies Room 4（3月1日、セシルル CEC-04）全4名
- ATLAS Re-Mix（5月19日、アトラス21 A04-051）全8名
- NEO出血大制服ノーカット Vol.12 夏樹みゆ 涼川あんな 小室友里 可愛あずさ（5月31日、アトラス21 BVD-040）全4名
  - NEO出血大制服ノーカット Vol.12 夏樹みゆ 涼川あんな 小室友里 可愛あずさ（2014年9月30日、アトラス21 AVD-025）全4名
- GLAY'z Dynamite！ 2枚組6時間 及川奈央 新山愛里 琴乃夕夏 ひろせまなつ 可愛あずさ ほか（7月9日、グレイズ GON-110）多数出演
- ファン感謝祭！24人4時間 美巨乳祭り（11月30日、ベスト・パートナーズ DA-04003）全24名
- ファン感謝祭 2 ウレシ・恥ずかしデビュー作 可愛あずさ 深田里菜 南夕貴（12月24日、ベスト・パートナーズ DA-04005）全3名

2005年
- 巨乳 Dynamite！ 6時間 鮎川あみ 可愛あずさ 及川奈央 琴乃夕夏 ほか（3月4日、グレイズ GON-136）多数出演

2006年
- 宇宙企画COMBO！4時間 もち肌っ娘編（1月27日、宇宙企画 MDS-319）全12名
- BEST4時間 可愛あずさ（8月28日、アトラス21 AVD-329）※「聖処女」「shine」「濡れた週末」「欲望アヴァンギャルド」を収録
  - BEST4時間 可愛あずさ（2013年5月25日、アトラス21 DAG-022）※「聖処女」「shine」「濡れた週末」「欲望アヴァンギャルド」を収録
- 巨乳 GLAMOROUS RED 240min（9月29日、KUKI KK104）全30名

2007年
- 宅配ソープ 小泉麻由 可愛あずさ（1月13日、NEO ATLAS UQUV-019）
- NEO出血大制服SPECIAL SPECIAL BOX3 可愛あずさ 安里祐加 桜咲れん（5月13日、NEO ATLAS UQUV-081）全3名
- 可愛あずさ伝説（6月13日、NEO ATLAS UQUV-108）※可愛あずさベストコレクション
- AVアイドル伝説Special（9月1日、A-BOX ABOD-131）全6名
- AVアイドル伝説Special 3（12月19日、A-BOX ABOD-194）全6名
- 美乳美女4時間（12月19日、A-BOX ABOD-197）全12名

2008年
- 巨乳女優の裏映像全て見せます！（9月7日、北都 EPLX-001）全13名

2009年
- AVアイドル秘宝館 5時間（4月25日、ビースバルプロモーション BSDV-270）全10名
- あの人気女優の激裏FUCK 大公開スペシャル！（5月7日、北都 RCJX-001）全10名
- ソープ宅配便 フル勃起5時間（5月30日、ビースバルプロモーション BSDV-272）全6名

2010年以降
- 逆輸入 2010年過激無●正映像集ー女優編ー 白石ことこ 小沢まどか 金沢文子 野坂なつみ 可愛あずさ ほか（2010年10月7日、AVマーケット QDHL-04）多数出演
- 復刻セレクションNEO Tripleパック No.1 ＆ 南極2号 ＆ 原点 可愛あずさ（2014年10月1日、KUKI KK-324）※「No.1」「南極2号」「原点」を収録

発売年不明
- ガチンコ裏本番！！！ 5 絶対納得の美女膣出し3人分 可愛あずさ 美輪はるな 本城小百合（Fight Club FC-05）VHS 全3名
- 裏ビラ通信 可愛あずさ（セレクションペイタント SP-021）VHS
- FLOWER CHILDREN（ソワレ SO-004）VHS
- 天使の巨乳 ヘア－ヌードビデオ（メディアバンク NB-08）VHS - 1st写真集撮影現場の裏側

## 書籍

### 写真集
- 裸テンメイ La Tenmei（1999年11月9日、竹書房）撮影:加納典明 ISBN 9784812405499 全7名
- 天使の巨乳（2000年7月15日、メディアックス）撮影:竹内彩 ISBN 9784896138474
- 艶姿女図鑑 特別篇 刺青と白い肌 藤原倫子 可愛あずさ 西条美栄（?、フリーダム・エフ）撮影:立畑健吾 全3名

### 雑誌
- ビデオボーイ 1999年7月号、11月号、2000年7月号、8月号、11月号、2001年1月号（英知出版）
- D-CUP JAPAN 1999年9月号（蒼竜社）
- ベストビデオ 1999年10月号、2000年3月号（可愛あずさ:ピンナップ・ポスター）（三和出版）
- ビデオ THE ワールド 1999年10月号（コアマガジン）
- 特ダネ最前線 1999年10月22日号（日本文芸社）
- Bejean 1999年11月号、12月号、2000年1月号、2月号、3月号、6月号、7月号、8月号、12月号、2003年5月号（英知出版）
- 宝島 1999年11月10日号（宝島社）
- THE トップビデオ 1999年12月号、2000年2月号（可愛あずさ:特大ジャンボ・ピンナップ・ポスター）、06月号（ダイアプレス）
- ギャルズDEE 1999年12月号（表紙）（ダイアプレス）
- ACTRESS 1999年12月号、2000年9月号（リイド社）
- URECCO 1999年12月号、2000年6月号（ミリオン出版）
- アップル通信 1999年12月号、2000年9月号（三和出版）
- サイバー裏遊戯 VOL.1（2000年1月1日、ばうすたーん）CD-ROM 2枚付き
- PHOTO SHOT DX VOL.2（2000年1月15日、英知出版）
- ビデオ情報 2000年1月26日新春増刊号 No.132（可愛あずさ:完全カタログ）（日本文芸社）
- デラべっぴん 2000年4月号、5月号（英知出版）
- PHOTO SHOT Vol.42（2000年4月25日、英知出版）
- スーパー写真塾 ULTRA 2000年5月号（コアマガジン）
- Dokiッ! 2000年6月号（竹書房）
- THE トップビデオ 2000年06月号
- GOKUH 2000年7月号（バウハウス）
- オレンジ通信 No.223 2000年7月号（東京三世社）
- MPEG WORLD(エムペグ・ワールド) 2000年8月号（英知出版）
- ザ・ベストMAGAZINE 2000年8月号（ベストセラーズ）
- みこすり半劇場 巨乳ちゃん 2000年8月号（ぶんか社）
- URECCO SUPER BEAUTIES 2000年10月5日号（大洋図書）
- cospet URECCO 2000年12月25日号増刊（ミリオン出版）
- VBアイドルMix ビデオボーイ熱血編集（2001年1月25日、英知出版）
- BIJYO GET’S vol.1（2003年10月1日、桃園書房）